# Grnčar (Serbia)
Grnčar (cyr. Грнчар) – wieś w Serbii, w okręgu pirockim, w gminie Babušnica. W 2011 roku liczyła 88 mieszkańców.